# Csiaoco
Csiaoco (egyszerűsített kínai írással: 焦作, pinjin: Jiāozuò) prefektúra szintű város Kínában, Honan tartományban. Lakosainak száma 3 521 078 fő (2020).

## Népesség
| 2018 | 3 590 700 |
| 2020 | 3 521 078 |

## Testvérvárosok
- Lublin
- Cshungdzsu
- Kjongdzsu
- Freiburg im Breisgau
- Köln